# Auxois
L' Auxois  (pronunciació francesa: [okswa] ( escolteu-ho) o [oswa]), amb la capital a Sèmur, és una regió natural de França correspon a una depressió entre la Langres-Châtillonnais i el massís muntanyós de Morvan, al sud del districte de Montbard, al departament de Costa d'Or.

## Història
L'antic País d'Auxois, " Alesiensis pagus " va ser un comtat que es va unir al Ducat de Borgonya el 1082. El comtat va ser dividit en el batlliu principal de Semur-en-Auxois i en els batllius particulars d'Avallon, d'Arnay-le-Duc i de Saulieu.